# Щудер
Щу̀дер, още Калапо̀тската планина, Сиври тепе или Карачам (на гръцки: Άγιος Παύλος, Агиос Павлос), е малка планина в Егейска Македония, Гърция, част от Боздаг (Фалакро).

## Описание
По Щудер минава границата между дем Неврокоп на север и Просечен (Просоцани) на юг. Тя представлява малък и къс планински гребен, който свързва Сминица (Меникио) на запад с Боздаг (Фалакро) на изток. На изток е отделена от същинския Боздаг с Ружденския проход. На запад е Калапотския проход и Елеската котловина (540 m). В южното подножие е село Калапот (Панорама). На север Ружденският проход (820 m) го отделя от Шилка. В северното подножие са селата Елес (Охиро) и Руждене (Гранитис)
Най-високата ѝ точка е връх Щудер - 1768 m, който дава и името на планината. В южната му част е пещерата Маара.
Скалите на планината са кристални варовици, мрамор и конгломерати.
Изкачването до върха може да се направи от селищата Нови Калапот (140 m), Калапот (560 m) и Руждене (780 m) за около 3,30 часа.

## Етимология на името
Името на планината Щудер е производно на старобългарското штюдъ, образ, форма, вид, образувано като зъб-ер или по-вероятно от старобългарското , , . Едно от турските имена Карачам произхожда от турското Karaçam, черен бор.
| Име                   | Име                                                                   | Височина        | Местоположение                                        |
| --------------------- | --------------------------------------------------------------------- | --------------- | ----------------------------------------------------- |
| Щудер или Сиври тепе  | Άγιος Παύλος, Φαλακρό, Σιβρί Τεπέ                                     | 1769 m          |                                                       |
| Свети Петър           | Άγιος Πέτρος                                                          | 1382 m          | на главното било в И част                             |
| Свети Петър           | Άγιος Πέτρος, Προφήτης Ηλίας                                          | 1018 m          | в С част, над входа на Ружденския проход              |
| Арнаут Мадралар       | Αντέρεισμα Θεοδωρίδη, Ξηροβούνι, Αρναούτ Μαντραλάρ, Αρναούτ Μαντραλάς | 1132 m          | в С част, СИ от Щудер                                 |
| Върхара, Истимен Исте | Βράχαρα                                                               | 1280 m          | на главното било                                      |
|                       | Κερασιές                                                              | 1406 m - 1226 m | на главното било в ЮИ част                            |
|                       | Κερτέλ Λόφος                                                          | 1326 m          |                                                       |
| Главица               | Κεφαλάκ, Γκλαβίτσα                                                    | 1079 m          | в ЮЗ част, ЮИ над Калапот                             |
| Чолачето              | Λοχαγού Ρογκάκου, Τσολάτσιτο, Τσολάτσικο, Τσολάντσικο                 | 1333 m          | в И част                                              |
|                       | Μαύρος Λόγγος                                                         | 1405 m          | на главното било в ЮИ част                            |
| Магур                 | Ραβδί, Μαγκούφ Λόφος                                                  | 1445 m          | на главното било, между Свети Петър на И и Щудер на З |
| Куз баир, Казан       | Σπουργίτης, Κους Λόφος, Καζάνη                                        | 1093 m          | на главното било в ЮИ част                            |
| Трапеза               | Τραπέζι                                                               | 1563 m          | на главното било И от Щудер                           |
|                       | Φουντουκιές                                                           | 1285 m          |                                                       |
| Гурелова              | Γκουρέλοβα                                                            | 960 m           | в И част                                              |
| Елмалук, Елманлук     | Ελμαυλούκ                                                             | 960 m           | в ЮЗ част                                             |
| Кръст                 | Κρέστη, Κρέσνη                                                        | 882 m           | в З част, на Долно Броди                              |
| Дисавли               | Μεγάλη Ράχη, Ντάσαβλι                                                 | 902 m - 790 m   | в ЮЗ част                                             |
| Лисе                  | Οχυρό, Λίσε/Λίσσε, Λύσε/Λύσσε                                         | 773 m           | И над Лисе                                            |
| Киреч                 | Τούμπα, Κίρετς Λόφος                                                  | 520 m           |                                                       |